# 9月30日
9月30日是阳历年的第273天（闰年是274天），离一年的结束还有92天。

## 大事记

### 19世紀以前
- 前3761年：希伯来历以祿月25日，舊約聖經裡的天地創造日。
- 1399年：亨利四世宣布成为英格蘭国王。
- 1791年：法國國民制憲議會解散。
- 1791年：奥地利作曲家莫扎特作曲的歌剧《魔笛》在维也纳剧院首演。

### 19世紀
- 1862年：普魯士王國宰相俾斯麦实行“铁血政策”。
- 1868年：西班牙女王伊萨贝拉逃到法国。
- 1887年：中国河南郑州下汛十堡（今惠济区花园口镇石桥村）发生黄河决口[1]，致使200多万（一说93万；一说最保守估计150万；一说700万）人罹难。

### 20世紀
- 1911年：意大利与土耳其争夺的黎波里，意大利向土耳其宣战。
- 1911年：德国毛奇级战列巡洋舰竣工。
- 1918年：德意志帝国施行議会制政府。
- 1919年：司徒拔任香港总督。
- 1920年：上海外国语学社成立，杨明斋任社长。
- 1922年：美式足球豪门阿拉巴马大学在主场以110比0大胜马里昂军事学院，创造了该校单场比赛最高得分记录，同时也是该校仅有的一场单场得分过百的比赛。
- 1931年：国际联盟决议日本應從中國東北地區撤兵。
- 1937年：中國抗日戰爭：平型关战役结束。
- 1938年：中國抗日戰爭：新四军开辟豫皖苏边区抗日根据地。
- 1938年：前中华民国国务总理唐绍仪遇刺身亡。
- 1939年：第二次世界大战：瓦迪斯瓦夫·西科尔斯基出任波兰流亡政府的总理。
- 1941年：第二次世界大戰：莫斯科保卫战开始。
- 1946年：纽伦堡法庭宣读判决。
- 1947年：巴基斯坦和葉門加入聯合國。
- 1949年：蘇聯對柏林封鎖行动被西方盟国阻止。
- 1949年：人民英雄纪念碑奠基。
- 1950年：朝鲜战争中，韩国军队越过三八线进入朝鲜。
- 1953年：汉森任丹麦首相。
- 1954年：世界首艘核动力潜艇鹦鹉螺号开始服役。
- 1955年：新疆维吾尔自治区成立。
- 1962年：黑人学生詹姆斯·梅瑞迪斯被密西西比大学录取，引起白人种族主义者的暴力活动。
- 1965年：印尼陸軍少將蘇哈托成功鎮壓軍事政變後，開始對印尼共產黨發動大屠殺。
- 1966年：博茨瓦纳脱离英国统治而独立，塞雷茨·卡马出任首任总统。
- 1967年：南京長江大橋鐵路橋部分建成通車，南京市五萬多軍民舉行了隆重通車典禮，同時南京站建成啟用。
- 1971年：延安大学与北京农业大学合并，学校仍定名“延安大学”。
- 1974年：中国胜利油田建成[來源請求]。
- 1975年：由美国休斯飞机公司为美国陆军研制的武装直升机AH-64阿帕契直升机首次试飞。
- 1979年：中华人民共和国第四届全运会闭幕。
- 1979年：連結香港石硤尾站到觀塘站的修正早期系統正式通車，為香港地鐵系統首條營運路線。
- 1980年：美国迪吉多、英特尔和施乐三家公司共同制定了以太网的技术规范。
- 1981年：全國人大常委會委員長葉劍英發表促進中國統一的「葉九條」。
- 1985年：迪吉多第五个注册.com网域“DEC.com”。
- 1987年：穆罕默德·纳吉布拉任阿富汗人民民主党总书记。
- 1989年：中华人民共和国住房和城乡建设部颁布《工程建设重大事故报告和调查程序规定》。
- 1990年：美国洛克希德·马丁、波音、通用动力联合研发的F-22猛禽战斗机原型机首次试飞。
- 1991年：中华人民共和国与汶莱建交。
- 1991年：海地军官塞德拉斯发动军事政变，推翻总统阿里斯蒂德，迫使其流亡海外。
- 1992年：中国和韩国签订《中韩政府贸易协定》，参见中韩关系。
- 1992年：香港屯門青杏徑兩部危險品貨車懷疑被人縱火，在凌晨發生爆炸，三十多輛汽車及樓上多個住宅單位受損，無人受傷。
- 1993年：印度马哈拉施特拉邦发生里氏6.3级地震，死亡人数超过20,000人。
- 1993年：62个俄罗斯联邦主体领导人向叶利钦发出最后通牒，要求取消对议会的封锁。
- 1993年：香港完成有关兴建汀九桥和大榄隧道的研究。
- 1993年：奋进号航天飞机STS-68发射升空。
- 1995年：上海外滩历史纪念馆正式开馆。
- 1999年：日本茨城縣那珂郡東海村JCO核燃料製備廠發生核輻射事故 ，造成666人被輻射汙染，2名工作人員死亡。

### 21世紀
- 2000年：芜湖长江大桥建成通车。
- 2000年：12歲的穆罕默德·杜拉在加薩走廊遭槍擊身亡；以色列國防軍最初承認對此負責，但五年後又撤回。
- 2003年：津滨轻轨一期工程东段建成通车。
- 2005年：百度推出百度地图。
- 2005年：丹麥《日德蘭郵報》發表刊登有穆罕默德圖像的爭議性政治漫畫，引起穆斯林世界的抗議。
- 2006年：新加坡前总理李光耀为其发表的“马来西亚与印尼华人边缘论”向马来西亚首相阿都拉·巴达威道歉[2]，但不收回言论[3]。
- 2006年：首班中国广州飞台北两岸中秋包机起飞。
- 2006年：中国西藏和尼泊爾邊境发生囊帕拉枪杀事件。
- 2007年：远望五号船队交付使用。
- 2007年：香港皇后戏院结业。
- 2009年：印尼蘇門答臘島巴東發生芮氏規模7.6強烈地震。
- 2010年：厄瓜多尔政府宣布，鉴于目前发生的大规模骚乱活动，厄瓜多尔全国进入为期一周的紧急状态。
- 2010年：印度一家高级法院做出裁决，由印度教徒与穆斯林共同分享阿约提亚一处圣地的归属，并认定内部一个地点是印度教圣者罗摩的诞生地。
- 2010年：美國天文学家利用设在夏威夷的凯克天文望远镜在红矮星格利泽581的适居带發現一顆可能有水的行星格利泽581g。
- 2010年：西班牙自行车运动员阿尔伯托·康塔多宣布，他在2010年环法自行车赛的一次兴奋剂检查中呈阳性，已被国际自行车联盟临时禁赛。
- 2011年：蓋達組織阿拉伯半島分支重要頭目安瓦爾·奧拉基在葉門焦夫省被美軍無人機擊斃。
- 2020年：在科威特埃米爾薩巴赫四世逝世後，王儲納瓦夫·艾哈邁德·賈比爾·薩巴赫在國民議會宣誓繼任，是為「納瓦夫一世」。

## 出生
- 1147年：宋光宗赵惇，南宋皇帝。（1200年逝世）
- 1207年：鲁米，波斯伊斯蘭教蘇菲派神秘主義詩人、教法學家。（1273年逝世）
- 1227年：教宗，羅馬主教。（1292年逝世）
- 1710年：約翰·羅素，英國政治家、貴族、軍人，第四代貝德福德公爵。（1771年逝世）
- 1732年：雅克·内克尔，法國路易十六的財政總監、銀行家。（1804年逝世）
- 1765年：何塞·瑪麗亞·莫雷洛斯，墨西哥獨立戰爭主要領導人之一。（1815年逝世）
- 1811年：薩克森-魏瑪-艾森納赫的奥古斯塔，德意志帝國皇后。（1890年逝世）
- 1852年：查尔斯·维利尔斯·斯坦福，愛爾蘭作曲家、音樂教育家。（1924年逝世）
- 1863年：賴因哈德·舍爾，德國海軍將領。（1928年逝世）
- 1870年：让·佩蘭，法國物理學家，1926年諾貝爾物理學獎得主。（1942年逝世）
- 1882年：漢斯·蓋革，德國物理學家。（1945年逝世）
- 1882年：普蘭齊什庫斯·巴爾特魯斯·希維茨基斯，立陶宛動物學家。（1968年逝世）
- 1891年：伊凡·梅日勞克，蘇聯政治家。（1938年逝世）
- 1895年：華西列夫斯基，蘇联元帥。（1977年逝世）
- 1905年：麥可·鮑爾，英國電影史上最具影響力導演之一。（1990年逝世）
- 1905年：內維爾·莫特，英國物理學家，1977年諾貝爾物理學獎得主。（1996年逝世）
- 1906年：林楓，中國共產黨黨員、中國政治家。（1977年逝世）
- 1908年：大衛·奧伊斯特拉赫，蘇聯小提琴家。（1974年逝世）
- 1913年：塞繆爾·艾倫伯格，波蘭裔美國數學家。（1998年逝世）
- 1915年：戴斯德，香港輔政司。（1997年逝世）
- 1918年：勒内·雷蒙，法國歷史學家、政治學家。（2007年逝世）
- 1920年：張爱玲，中國現代著名作家。（1995年逝世）
- 1921年：，英國女演員。（2007年逝世）
- 1923年：當奴·史旺，英國音樂家兼娛樂藝人。（1994年逝世）
- 1924年：，美國作家。（1984年逝世）
- 1928年：埃利·維瑟爾，羅馬尼亞作家、政治運動家，1986年諾貝爾和平獎得主。（2016年逝世）
- 1931年：胡安·米格爾·比利亞爾·米爾，西班牙億萬富翁。（2024年逝世）
- 1932年：石原慎太郎，日本小說家、畫家、东京都知事。（2022年逝世）
- 1933年：米歇尔·奥恩，黎巴嫩政治人物，第13任黎巴嫩總統。
- 1936年：尚慕傑，美國政治人物、律師，前任田納西州聯邦參議員。（2024年逝世）
- 1939年：，法國物理學家，1987年諾貝爾物理學獎得主。
- 1943年：約翰·戴森霍費爾，德國生物化學家，1988年諾貝爾化學獎得主。
- 1943年：貝瑞·W·希格曼，澳大利亞歷史學家。
- 1945年：，以色列政治人物，第12任以色列總理。
- 1946年：雷爾，法國試車手、賽車雜誌發行人、雷爾運動創辦者。
- 1949年：張宇人，香港政界人物。
- 1950年：劳拉·埃斯基韦尔，墨西哥作家。
- 1951年：袁天佑，香港牧師。（2023年逝世）
- 1951年：巴里·馬歇爾，澳大利亞醫生，2005年諾貝爾生理學或醫學獎得主。
- 1953年：廖啟智，香港男演員。（2021年逝世）
- 1955年：安迪·貝托爾斯海姆，德國電機工程師，昇陽電腦共同創辦人與首席硬體工程師。
- 1956年：杜麗莎，香港歌手。
- 1957年：法蘭·卓雪，美國女演員。
- 1958年：吳志森，香港資深傳媒人。
- 1958年：黃孟正，台灣旅居日本圍棋手。
- 1959年：，宏都拉斯政治人物，現任宏都拉斯總統。
- 1960年：尹錦輝，香港著名前體育主播，資深傳媒人。
- 1960年：布蘭琪·林肯，美國民主黨籍阿肯色州資深參議員，也是美國史上最年輕的女參議員。
- 1961年：葉倩文，台灣、香港歌手。
- 1961年：埃里克·斯托尔兹，美國演員、導演、製片人。
- 1961年：贝尔纳·马库扎，卢旺达政治家。
- 1961年：蘇尼爾·巴帕伊，印度古生物學家。
- 1964年：莫尼卡·貝魯奇，義大利女演員、模特兒。
- 1964年：梁冠華，中國男演員。
- 1966年：東山紀之，日本歌手、演員。
- 1968年：埃爾韋·勒納爾，法國足球教練。
- 1969年：張國強，中國男演員。
- 1970年：風間勇刀，日本男性聲優。
- 1970年：托尼·海爾，美國男演員。
- 1970年：吉拉德·埃爾丹，以色列政治人物、外交官。
- 1971年：張文慈，香港女演員。
- 1971年：坪井智浩，日本男性聲優。
- 1972年：阿利·貝恩，挪威作家。（2019年逝世）
- 1973年：陳宇風，台灣男演員。
- 1973年：陳熙峰，台灣男演員。
- 1974年：吳彥祖，香港男演員。
- 1975年：瑪莉安·歌迪雅，法國女演員。
- 1977年：孫繼海，中國足球運動員。
- 1978年：菅沼久義，日本男性聲優。
- 1979年：何塞·阿道夫·馬西亞斯·維拉馬爾，厄瓜多毒梟。
- 1980年：維吉爾·阿布洛，美國時尚設計師、唱片騎師、音樂製作人。（2021年逝世）
- 1980年：小笠原亞里沙，日本女性聲優。
- 1980年：馬蒂娜·辛吉斯，瑞士女子網球運動員。
- 1982年：李小璐，中國女演員。
- 1982年：萊西·察伯特，美國女演員、配音員。
- 1982年：托利·萊恩，美國裸體模特兒、脫衣舞者、色情女演員、成人電影導演。
- 1983年：潮田玲子，日本女子羽毛球運動員。
- 1983年：張曉晨，中國歌手、演員。
- 1985年：T-Pain，美國饒舌創作歌手、唱片製作人。
- 1986年：西岛隆弘，日本歌手。
- 1986年：孔敏貞，韓國演員。
- 1986年：酒井廣大，日本男性聲優。
- 1986年：奧利弗·吉魯，法國足球運動員。
- 1987年：江若琳，香港女歌手、演員。
- 1987年：陳昱榕，台灣饒舌歌手。
- 1987年：周元，韓國演員。
- 1988年：金宰永，韓國男演員。
- 1990年：藤原，日本女性插畫家、漫畫家。
- 1992年：蘇芷妤，台灣女歌手。
- 1992年：瑪里娜·溫莎，英國貴族。
- 1992年：平采娜·樂維瑟派布恩，泰國演員。
- 1994年：阿莉娅·穆斯塔芬娜，俄羅斯女子体操隊運動員。
- 1994年：小韋恩·塞爾登，美國男子籃球運動員
- 1997年：馬克斯·維斯塔潘，荷蘭一級方程式賽車車手。
- 1998年：廖晏均，臺灣女子田徑運動員。
- 2000年：塔里克·蘭普蒂，加納裔英格蘭職業足球員。
- 2002年：伊達小百合，日本女性聲優。
- 2002年：萊維·米勒，澳大利亞演員、模特兒。
- 2003年：張若希，香港女歌手。
- 生年不詳：武田羅梨沙多胡，日本女性聲優。

## 逝世
- 420年：耶柔米，羅馬天主教聖經學者
- 1246年：雅羅斯拉夫二世·弗謝沃洛多維奇，弗拉基米爾大公（1191年出生）
- 1551年：三條公賴，三條家的當主。（1495年出生）
- 1626年：清太祖努尔哈赤，清朝创始人（1559年出生）
- 1627年：明熹宗朱由校，明朝皇帝（1605年出生）
- 1770年：喬治·怀特腓，英国神学家（1714年出生）
- 1897年：利雪的德蘭，法國修女，天主教會所宣列的聖人及教會聖師（1873年出生）
- 1913年：魯道夫·狄塞爾，德國工程師，柴油發動機的發明者（1858年出生）
- 1925年:   伊能嘉矩，日本人类学家、民俗学家 (1867年出生)
- 1938年：唐绍仪，中华民国国务总理，山东大学堂首任校长（1862年出生）
- 1942年：漢斯-約阿希·馬西里，纳粹德国空军王牌飞行员（1919年出生）
- 1946年：酒井隆，日本關東軍將領，進攻香港時的指揮官（1887年出生）
- 1948年：伊蒂絲·羅斯福，美國第一夫人（1861年出生）
- 1955年：，美國電影演員（1931年出生）
- 1964年：哈康·巴爾斯塔，挪威公務員，曾任斯瓦爾巴總督（1904年出生）
- 1973年：李石曾，中国社会教育家，故宫博物院创建人（1881年出生）
- 1984年：麦炳荣，香港粤剧演员（1915年出生）
- 1990年：帕特里克·懷特，澳洲小說家，1973年諾貝爾文學獎得主（1912年出生）
- 1994年：安德列·利沃夫，法國微生物學家，1965年諾貝爾生理學或醫學獎得主（1902年出生）
- 1995年：尚-呂克·拉高斯，法國男演員、戲劇導演、劇作家（1957年出生）
- 2007年：劉重次，嘸蝦米輸入法發明者暨行易公司創辦人（1942年出生）
- 2008年：約舒亞·本傑明·惹耶勒南，新加坡國會議員（1926年出生）
- 2011年：上官筠慧，香港演员（1933年出生）
- 2012年：赫維沙娃，有爭議的最长寿者（1880年出生）
- 2019年：鐘逸傑，香港前政府官僚，曾任職香港的英國殖民地官員（1927年出生）
- 2019年：潔西·諾曼，美國歌劇演唱家（1945年出生）
- 2020年：季諾，阿根廷漫畫家，代表作《娃娃看天下》（1932年出生）
- 2021年：椙山浩一，日本作曲家（1931年出生）
- 2024年：彼得·羅斯，美國職業棒球運動員（1941年出生）
- 2024年：迪肯貝·穆湯波，美國NBA前職業籃球運動員（1966年出生）

## 节假日和习俗
- 国际翻译日
- 中华人民共和国：烈士纪念日
- ：獨立日
- 加拿大：全国真相与和解日
- 每年9月30日，圣马力诺执政官改选。
- 由于大雪封山，乃堆拉山口中印边贸每年9月30日关闭。